# NGC 6139
NGC 6139 је збијено звездано јато у сазвежђу Шкорпија које се налази на NGC листи објеката дубоког неба.
Деклинација објекта је - 38° 50' 54" а ректасцензија 16h 27m 40,4s. Привидна величина (магнитуда) објекта NGC 6139 износи 9,1. NGC 6139 је још познат и под ознакама GCL 43, ESO 331-SC4.